# Sarascelis chaperi
Sarascelis chaperi är en spindelart som beskrevs av Simon 1887. Sarascelis chaperi ingår i släktet Sarascelis och familjen Palpimanidae. Inga underarter finns listade i Catalogue of Life.